# エリック・グレンム
エリック・グレンム（Erik Glemme、1905年 5月27日 - 1959年1月20日）は、スウェーデンのランドスケープ・アーキテクト。
1936年から1956年まで、ストックホルム公園部設計事務所のチーフアーキテクトを務めた。彼の作品は、ストックホルムの公園である北メーラレン湖遊歩道、テグネルグローブ改造とヴァーサパークなど。

## 業績
ストックホルム市で造園家として活動、市の建築家オスバルド・アルムクビスト（Osvald Almqvist)とも協働。
Ralambshovs公園、ノースランドのプロムナード、ベリングビー・センター広場、ブラッケベリのオブセルヴァトリエルンデン公園、カールークキラービーのGrynkvarns公園、テグネルルンデンといった公園群を1940年にデザイン変更。
ストックホルム市にいた同僚ホルガー・ブロム（Holger Blom）と緊密に協働した。
ブロムなどといわゆるストックホルムスタイルの著名な人物とされ、古典的なストックホルム市の公園運営から1946年、建築のような機能主義風の風景と自然主義的なパークシステムへと変換。
ストックホルムの公園管理に国際的な認知を与え、自然と文化の風景を本来必要な公園機能へと統合した。
このスタイルは1930年から1970年までの間、1940年代後半にあたるハンマルビュヘイデンといった地域としても、Tranebergや、1970年代からのテンスタとリンクビーといった新しい地域でもほぼ全域で適用される。
またブロムとともに新たなストックホルム・ダウンタウンの緑道公園を、ヴァーサ号公園のテラスガーデン、キングクリッパンテラス、ストリームのベッド、カーラアベニューやアーバーの付いたテグネルルンデンの小川や池、ガゼボへとリニューアルしている。